# Дазлина
Дазлина (хорв. Dazlina) — населений пункт у Хорватії, у Шибеницько-Книнській жупанії у складі громади Тисно.

## Населення
Населення за даними перепису 2011 року становило 45 осіб.
Динаміка чисельності населення поселення:

## Клімат
Середня річна температура становить 14,53 °C, середня максимальна – 28,28 °C, а середня мінімальна – 1,40 °C. Середня річна кількість опадів – 774 мм.
| Клімат поселення                              | Клімат поселення | Клімат поселення | Клімат поселення | Клімат поселення | Клімат поселення | Клімат поселення | Клімат поселення | Клімат поселення | Клімат поселення | Клімат поселення | Клімат поселення | Клімат поселення | Клімат поселення |
| Показник                                      | Січ.             | Лют.             | Бер.             | Квіт.            | Трав.            | Черв.            | Лип.             | Серп.            | Вер.             | Жовт.            | Лист.            | Груд.            |                  |
| Середній максимум, °C                         | 10,37            | 11,13            | 13,68            | 16,97            | 21,97            | 25,77            | 28,28            | 27,86            | 23,81            | 19,85            | 14,00            | 10,92            |                  |
| Середня температура, °C                       | 5,88             | 6,65             | 9,20             | 12,49            | 17,47            | 21,31            | 24,40            | 23,96            | 19,92            | 15,94            | 10,12            | 7,03             |                  |
| Середній мінімум, °C                          | 1,40             | 2,16             | 4,70             | 7,99             | 12,99            | 16,80            | 20,50            | 20,08            | 16,02            | 12,06            | 6,23             | 3,14             |                  |
| Норма опадів, мм                              | 68               | 60               | 65               | 67               | 55               | 51               | 29               | 44               | 78               | 84               | 94               | 79               |                  |
| Середньомісячна швидкість вітру, м/с          | 2.73             | 2.87             | 3.02             | 2.92             | 2.53             | 2.32             | 2.36             | 2.22             | 2.42             | 2.53             | 3.06             | 2.98             |                  |
| Середньомісячна сонячна радіація, кДж/м²·день | 5240             | 7984             | 11697            | 16510            | 20584            | 23193            | 24605            | 21538            | 15969            | 10273            | 5700             | 4471             |                  |
| --------------------------------------------- | ---------------- | ---------------- | ---------------- | ---------------- | ---------------- | ---------------- | ---------------- | ---------------- | ---------------- | ---------------- | ---------------- | ---------------- | ---------------- |
| Джерело:                                      |                  |                  |                  |                  |                  |                  |                  |                  |                  |                  |                  |                  |                  |